# Bacteroides
Bacteroides je rod gramnegativních anaerobních nesporolujících bakterií tyčinkovitého tvaru. Jsou velmi rezistentní ke žluči, málo štěpí cukry. Obsah GC bází je 40–48 %. Bacteroides obsahují v membráně sfingolipidy, v buněčné stěně kyselinu diaminopimelovou.
Normálně jsou Bacteroides mutualistické druhy, významné součásti normální lidské střevní mikroflóry. Hrají roli v trávení složitých molekul. Bacteroides vyvolávají nekrotické záněty, léčí se antibiotiky. Jsou však rezistentní na ampicilin a penicilin. Bacteroides fragilis je hlavně ve střevě, často je nalézáme při sepsích po operaci dutiny břišní.